# Breitscheid, Mainz-Bingen
Breitscheid là một xã ở huyện Mainz-Bingen, bang Rheinland-Pfalz, nước Đức. Xã Breitscheid, Mainz-Bingen có diện tích 5,29 km².
Breitscheid nằm ở Hunsrück giữa Koblenz và Bad Kreuznach. 